# شاهد ۲۷۸
شاهد ۲۷۸، نوعی بالگرد سبک چند منظوره است که با مهندسی معکوس بالگرد بل ۲۰۶ در ایران ساخته شده‌است.
به نوشته منابع ایرانی شاهد ۲۷۸ در صنایع دفاعی سپاه پاسداران توسعه یافته، در سال ۱۳۸۰ آماده آزمایش شده و در سال ۱۳۹۱ گواهینامه (TC) آن صادر شده‌است و سپس چند فروند از آن در شرکت صنایع هواپیماسازی ایران (هسا) تولید شده‌است.
این بالگرد در دو مدلِ چندمنظوره برای مأموریت‌های گشت‌زنی و شناسایی در نیروهای مسلح، جابجایی فرماندهان و کنترل هوایی، آموزش خلبانی، کنترل ترافیک شهری، آمبولانس هوایی، گشت حفاظت محیط زیست، بازدید خطوط نفت و گاز و برق، و مدل مسلح شاهد OH-۷۸ برای مأموریت‌های کلاس حمله سبک و شناسایی رزمی مسلح معرفی شده‌است. مدل مسلح شاهد ۲۷۸ به دو پرتابگر هفت‌تایی راکت‌های هیدرا ۷۰ که ۵۰۰ تا ۵هزار متر برد دارد، در دو طرف بدنه و یک قبضه تیربار ۱۲٫۷ میلی‌متری دوربین‌دار در زیر بدنه مجهز شده‌است. تیربار مورد استفاده در این بالگرد تیربار ساخت شوروی ان‌اس‌وی است که ۲۵ کیلوگرم جرم، برد مؤثر ۱۵۰۰ متر در برابر اهداف هوایی و ۲ کیلومتر در برابر اهداف زمینی در صورت شلیک از زمین و نرخ آتش تئوریک ۷۰۰ تا ۸۰۰ گلوله بر دقیقه دارد.
شاهد ۲۷۸ شباهت بسیار زیادی با بالگرد شاهد ۲۸۵ دارد که سال ۱۳۹۰ در دو مدل شناسایی/تهاجمی سبک و گشت دریایی رونمایی شد. ملخ‌های اصلی و ملخ‌های دم، بخش‌هایی از بدنه اصلی و دم در دو بالگرد شاهد ۲۷۸ و ۲۸۵ مشابه می‌باشند و با توجه به اطلاعات منتشره از قدرت موتور و بیشینه وزن برخاست این دو بالگرد، قاعدتاً موتور و سامانه انتقال قدرت دو بالگرد نیز مشترک است.
بل ۲۰۶ جت‌رنجر، که بالگردهای شاهد از آن اقتباس شده‌اند، در سال ۱۹۶۲ توسط شرکت آمریکایی بل هلیکوپتر برای شرکت در رقابت انتخاب یک بالگرد سبک مراقبتی جدید برای نیروی هوایی ارتش ایالات متحده آمریکا ساخته شد و از سال ۱۹۶۷ در خدمت ارتش این کشور قرار دارد. ایران نیز در همین سال این بالگرد را خریداری کرده و تا پیش از انقلاب حدود ۱۳۰ فروند از آن را دریافت کرده بود.

## مشخصات
مشخصات بالگرد شاهد ۲۷۸ آنگونه که در روزنامه همشهری منتشر شده‌است:
مشخصات عملکردی
- سرنشین: ۵ نفر (یک خلبان و ۴ سرنشین)
- سقف پرواز خدمتی: ۴۱۱۵ متر از سطح دریا
- سقف پرواز ایستایی (IGE) ‏: ۳۹۶۰ متر از سطح دریا
- سقف پرواز ایستایی (OGE) ‏م ۲۷۴۰ متر از سطح دریا
- حداکثر نرخ صعود: ۶٫۵ متر بر ثانیه
- حداکثر سرعت: ۲۲۶ کیلومتر بر ساعت
- حداکثر برد عملیاتی (پرواز در ارتفاع ۱۵۰۰ متری): ۶۵۵ کیلومتر
- مداومت پروازی: بیش از ۴ ساعت

مشخصات فنی
- طول: ۱۱٫۸۴ متر
- عرض: ۱٫۹۲ متر
- ارتفاع: ۲٫۹۸ متر
- قطر پروانه اصلی بالگرد: ۱۰٫۱۶۰ متر
- قطر پروانه دم بالگرد: ۱٫۵۷ متر
- وزن خالی: ۷۵۰ کیلوگرم
- حداکثر وزن برخاست: ۱۴۵۰ کیلوگرم
- حداکثر قدرت موتور: ۴۲۰ اسب بخار

جنگ‌افزارها
- تیربار ۱۲٫۷ میلی‌متری ان‌اس‌وی
- ۱۴ راکت هیدرا ۷۰